# Clastoptera nubifera
Clastoptera nubifera is een halfvleugelig insect uit de familie Clastopteridae. De wetenschappelijke naam van deze soort is voor het eerst geldig gepubliceerd in 1862 door Stål.